# Фабрика дипломов
Фа́брика дипло́мов (англ. diploma mill) или фа́брика степене́й (англ. degree mill) — не имеющая соответствующей аккредитации (государственной или от уполномоченного агентства) компания или организация, объявляющая себя высшим учебным заведением, присуждающая и выдающая за определённую плату недействительные учёные степени и дипломы об образовании. Для видимости образовательного процесса фабрики дипломов проводят защиты выпускных квалификационных работ и диссертаций. Для укрепления своего положения они тесно сотрудничают с фабриками аккредитации.
Фабриками дипломов могут в уничижительном смысле именовать и аккредитованные учебные заведения, имеющие низкие показатели в подготовке обучающихся и их последующем трудоустройстве, такие как коммерческие школы.

## Определение понятия
Понятие «фабрика дипломов» возникло для обозначения учебных заведений, которые выдавали дипломы быстро и на платной основе подобно промышленному предприятию, которое поставило на поток выпуск изделий. В расширенном смысле речь может идти о любом учреждении, которое предлагает получить квалификацию, которая не аккредитована и/или не соответствует общепринятым стандартам научности.
Несмотря на то, что понятия «фабрика дипломов» и «фабрика степеней» обычно употребляются как синонимы, тем не менее в научном сообществе США их иногда понимают по-разному. Так «фабрика степеней» выдаёт дипломы неаккредитованных учреждений, которые могут быть признаны в некоторых штатах, но не действительны в стране в целом, в то время как «фабрика дипломов» выдаёт поддельные дипломы настоящих университетов.
Фабриками дипломов также могут в уничижительном смысле именоваться и аккредитованные учебные заведения, имеющие низкие показатели в подготовке обучающихся и их последующем трудоустройстве, такие как некоммерческие школы.

## Признаки
Фабрики дипломов обладают признаками, которые позволяют их отличать от подлинных учебных заведений, хотя отдельные признаки могут совпадать.

### Аккредитация
Наиболее примечательной особенностью фабрик дипломов является то, что они не имеют аккредитации от государства или признанного национального аккредитации агентства, хотя и заявляют, что прошли полную аккредитацию образовательных программ. Например в США фабрики дипломов могут на своих сайтах утверждать, что прошли аккредитацию от агентств, находящихся под наблюдением Совета по аккредитации высшего образования. Другим привычным приёмом фабрик дипломов является заявление о том, что их признают такие международные организации как ЮНЕСКО. Хотя ЮНЕСКО и близкие к ней организации не имеют полномочий по аккредитации образовательных учреждений и поэтому выступает с предостережениями об этом.
Иногда фабрики дипломов и степеней сами выступили в качестве учредителей непризнанных аккредитационных организаций.
Некоторые фабрики дипломов с целью подтвердить подлинность выдаваемых документов об образовании используют приём отсылки к официальным должностным лицам. Так, например, Университет Северного Вашингтона утверждает, что его документы «проверены и заверены печатью на подлинность уполномоченным государством нотариусом», хотя в действительности это означает, что их заверил определённый гражданин, а не официальное лицо.
Часто фабрики дипломов берут себе в качестве имени название близкое к какому-то известному высшему учебному заведению. Так, например, в Великобритании появились Университет Шефтсбери, Университет Дарема (название полностью совпадает с настоящим Даремским университетом), Реддингский университет (название почти совпадает с настоящим Университетом Ридинга) и Саффилдский университет (название почти совпадает с настоящим Шеффилдским университетом). Кроме того, широкую известность приобрела афера супругов Джейсона (Иакова) и Кэролин (Хая Рошель) Абрахам, учредивших консорциум University Degree Program, от имени которого создали около 30 фабрик дипломов и степеней.

### Преподавание
По сравнению с настоящими учебными заведениями в фабриках дипломов требования к учащимся значительно снижены, если вообще существуют, а выдача диплома происходит практически без обучения.
В фабриках дипломов общение с преподавателем сведено к минимуму или вообще отсутствует. В других случаях преподаватели привлекаются только для проставления оценок.
Сами преподаватели могут быть выпускниками этой же самой фабрики дипломов или же получить там учёную степень. Или даже если они получили образование в аккредитованном учебном заведении, то преподают предметы не в той области, по которой специализируются.

### Образовательная среда
Вместо точных наук, где проверить знания обучающегося проще, фабрики дипломов обращаются к эзотерике и различным лженаукам, вроде астрологии и натуропатии. И поскольку подобные области очень расплывчаты, то это существенно усложняет внешнюю проверку образовательных стандартов.
Поскольку в фабриках дипломов нет особой необходимости в преподавателях, то соответственно отсутствует необходимая инфраструктура (библиотеки, лаборатории и т. п.), нет штата сотрудников, не ведётся научно-исследовательская деятельность и нет научных публикаций.
Авторефераты и диссертации фабрик дипломов не направляются в ProQuest. А́дреса у фабрик дипломов нет и вместо него обычно используется абонентский ящик, служба почтовых отправлений или номер.

### Карьера и оплата
Клиенты фабрик дипломов пользуются их услугами с целью продвижения по карьерной лестнице. Например, школьный учитель может купить диплом с целью стать суперинтендантом.

### Распространённость
Выражение «мельница дипломов» распространено в странах с низким уровнем надзорного регулирования. Например, в сети интернет есть университет, которого на самом деле физически не существует как юридического лица с соответствующим правом ведения образовательной деятельности, например лицензии.
В отдельных странах в законодательстве не прописаны государственные требования к лицензированию или государственной аккредитации образовательных организаций высшего образования. В таких странах аккредитация является добровольной и осуществляется независимыми аккредитационными агентствами. В этой связи, возникает риск непрофессиональной оценки уровня образования.
В Российской Федерации Рособрнадзором осуществляются контроль и надзор за образовательной деятельностью: её лицензирование (для аспирантур) и, ещё, государственная аккредитация для программ бакалавриата и магистратуры в системе высшего образования. Рособрнадзор контролирует исполнение вузами федеральных государственных требований и федеральных государственных стандартов, что исключает в России возможность «фабрик печатания дипломов».